# Doesburg

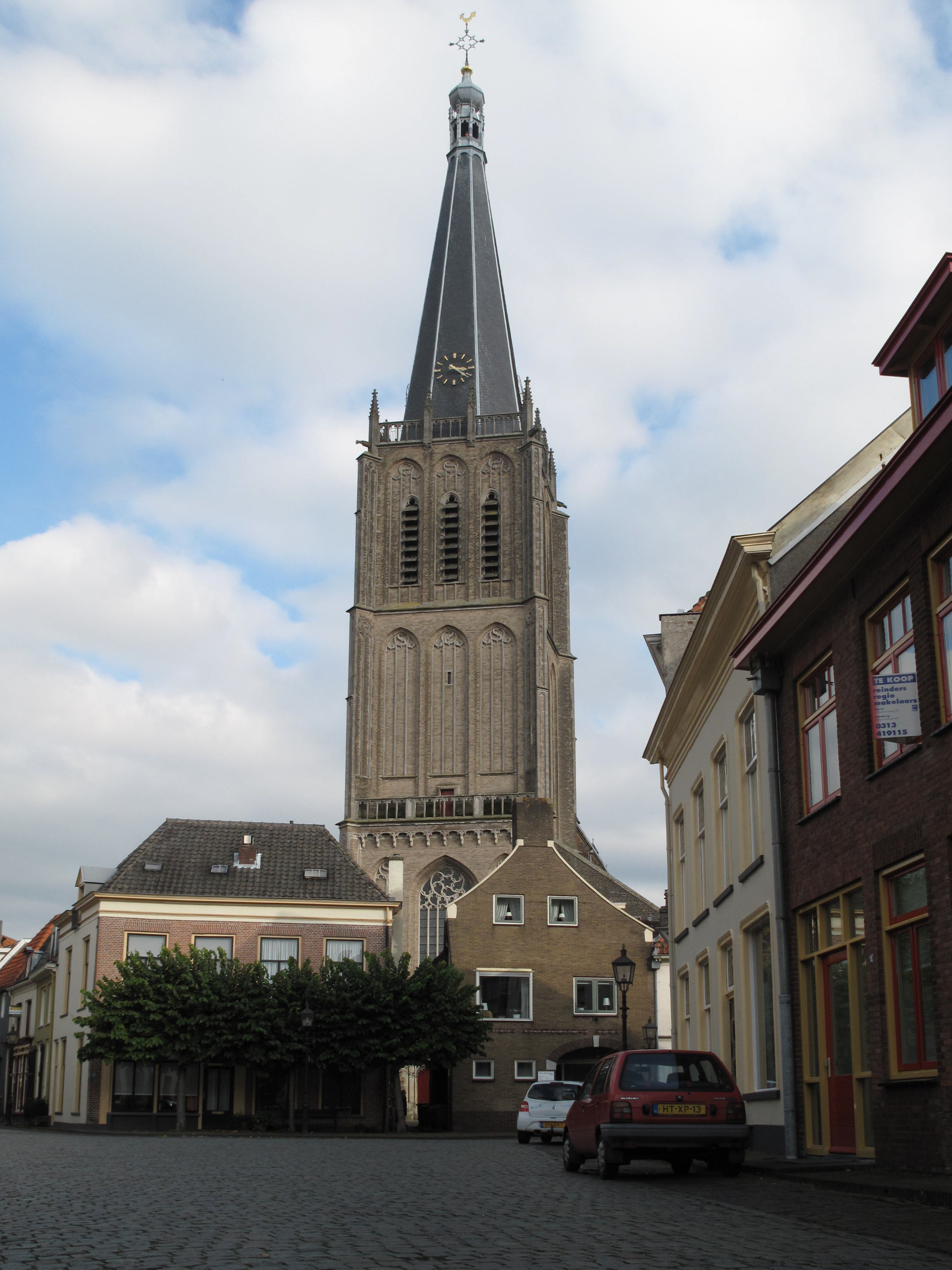
Martinikirche

Doesburg (Standardaussprache [dusbɵrx] (anhörenⓘ), Dialektaussprache [du:sbœrx]) ist eine Gemeinde der niederländischen Provinz Gelderland.

## Lage und Wirtschaft
Die Gemeinde Doesburg, die nur die Stadt gleichen Namens umfasst, hatte am 1. Januar 2025 11.120 Einwohner und liegt an der Mündung der Oude IJssel in die IJssel, 10 km westlich von Doetinchem, 4 km östlich von Dieren und etwa 14 km nordöstlich von Arnheim. Der nächste Autobahnanschluss ist die N 317 (3,5 km), die zur A 348 Arnheim–Dieren (Gem. Rheden) führt.
Doesburg ist ein wichtiger Produktionsstandort für Solarmodule; weiter gibt es eine Betonfabrik und viel Kleingewerbe. Der Tourismus ist aber der bedeutendste Pfeiler der örtlichen Wirtschaft. Doesburg ist landesweit bekannt für seinen Senf (mosterd).

## Geschichte
Doesburg ist wegen der Lage an einer Flussmündung von strategischer Bedeutung. Der Ort lag, wie die Mehrzahl der niederländischen Historiker ohne historischen Beweis dafür glaubt, in der Nähe der im Auftrag des Nero Claudius Drusus gegrabenen Wasserstraße Drususgraben (niederländisch Drususgracht).

### Mittelalter
Im 11. Jahrhundert wurde Doesburg erstmals urkundlich erwähnt. Das in einem Moor gelegene Dorf erhielt 1237 Stadtrecht. Doesburg wurde 1342 von einer Überschwemmung zerstört und ein Jahr später mit einer Stadtmauer versehen. Von 1286 bis zur Übernahme durch die Protestanten 1586 hatte der Deutsche Orden das Patronat der Martinikirche, das heißt, das Recht, den Pfarrer zu ernennen. Die Stadt hatte, bedingt durch den Handel und die Schifffahrt auf der IJssel, im 15. Jahrhundert ihre Blütezeit und trat 1447 der Hanse bei.

### Neuzeit
Als der Doesburger Flusshafen zu versanden begann und die IJssel von zu niedrigen Wasserpegeln heimgesucht wurde, begann der Niedergang. Dennoch wurde es 1697 vom Festungsbauer Menno van Coehoorn noch mit einer modernen, starken Befestigung versehen. Im Zuge der Befreiungskriege schlossen alliierte Truppen der Nordarmee am 23. November 1813 die Festung Doesburg ein, in der sich französische Truppen verschanzt hatten; die Franzosen kapitulierten noch am selben Tag.
Bis zum frühen 20. Jahrhundert war Doesburg ein Provinzstädtchen, dessen mittelalterliches Stadtzentrum größtenteils erhalten blieb. 1923 wurde der militärische Status als Festung aufgelöst, und es war eine Stadterweiterung möglich. Am Ende des Zweiten Weltkriegs war es heftig umkämpft; im Rückzug befindliche deutsche Truppen zerstörten im April 1945 unter anderem den Turm der Martinikirche, der später originalgetreu wieder aufgebaut wurde. 1974 wurde Doesburg zum Beschermd Stadsgezicht (Stadtbild unter Denkmalschutz) erklärt.

## Sehenswürdigkeiten
Die Festungswerke blieben zum Teil gut erhalten; außerhalb davon bilden die Gräben mit den umliegenden Feldern heute ein vor allem für Ornithologen bedeutendes Naturgebiet.
Herausragende Gebäude sind:
- die Martinikirche
- die Senffabrik, eine Museumsanlage zur Herstellung dieses Produktes (sonntags, montags und in den Weihnachtsferien geschlossen)
- Heimatmuseum „Rode Toren“
- das im Stil der 1950er Jahre eingerichtete Elvis-Presley-Café in der Innenstadt
- das kleine Fotografica-Museum mit alten Kameras usw.
- der Jachthafen
- Restaurant/Cafe ‚De Waag‘, das älteste Café der Niederlande
- ein großer Campingplatz am Fluss

## Bilder

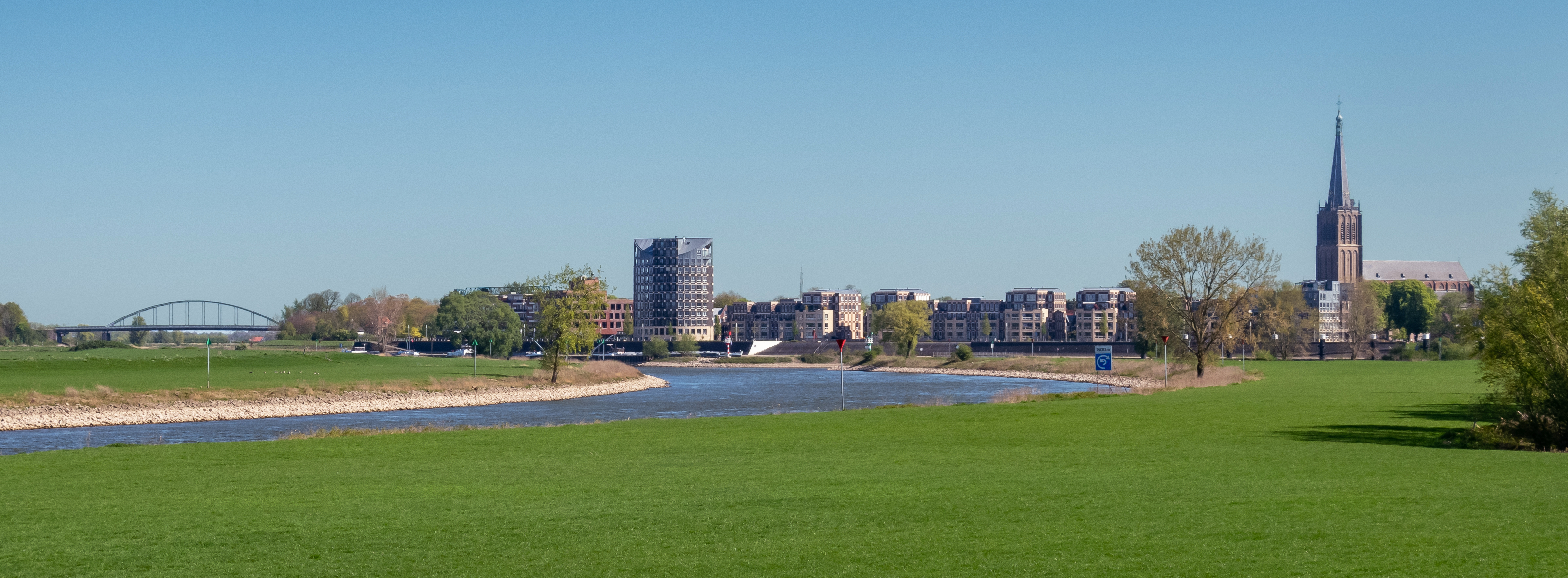
Blick auf die Stadt
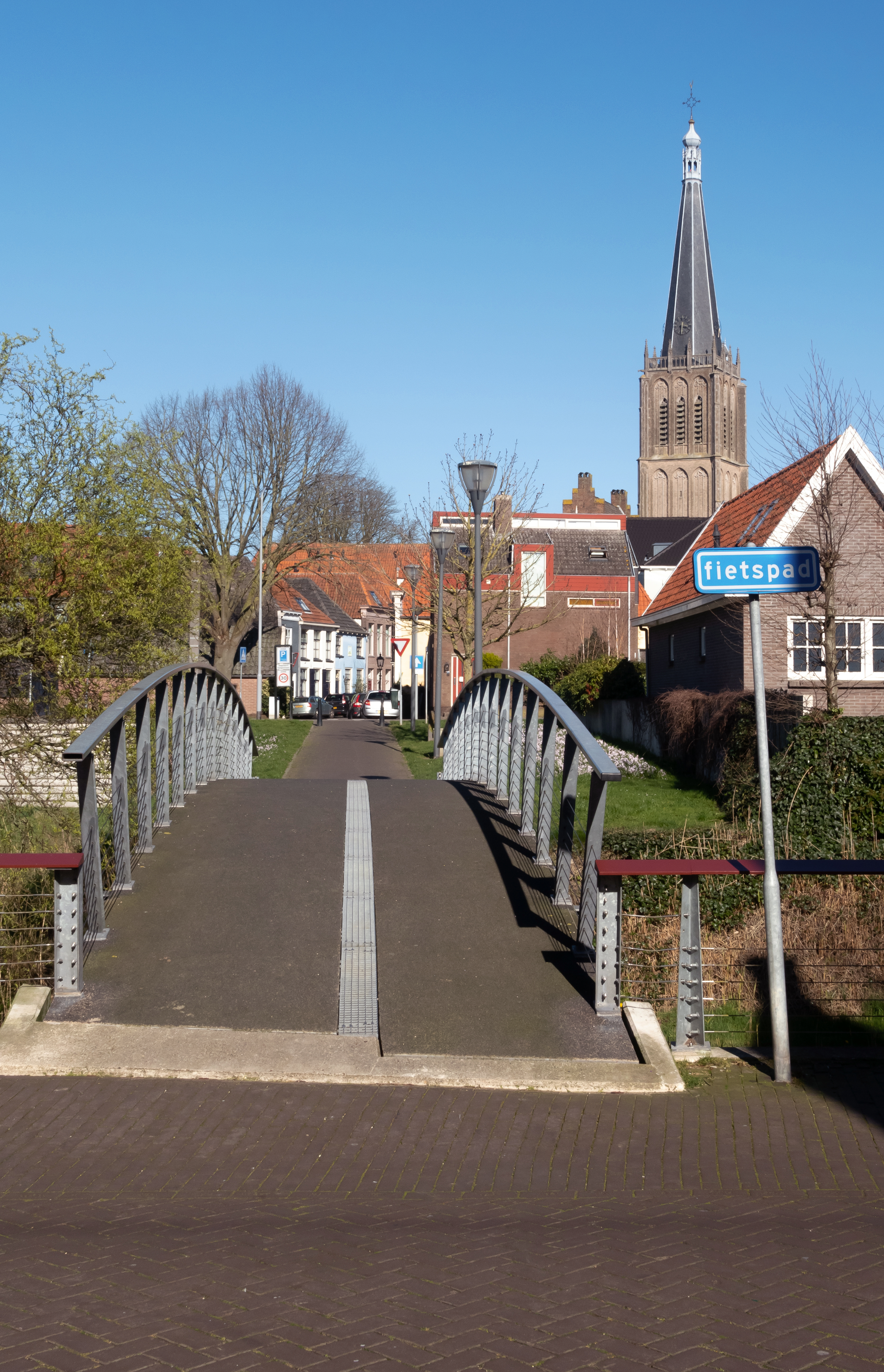
Kirche (die Grote oder Martinikerk) vom Bleekerskade
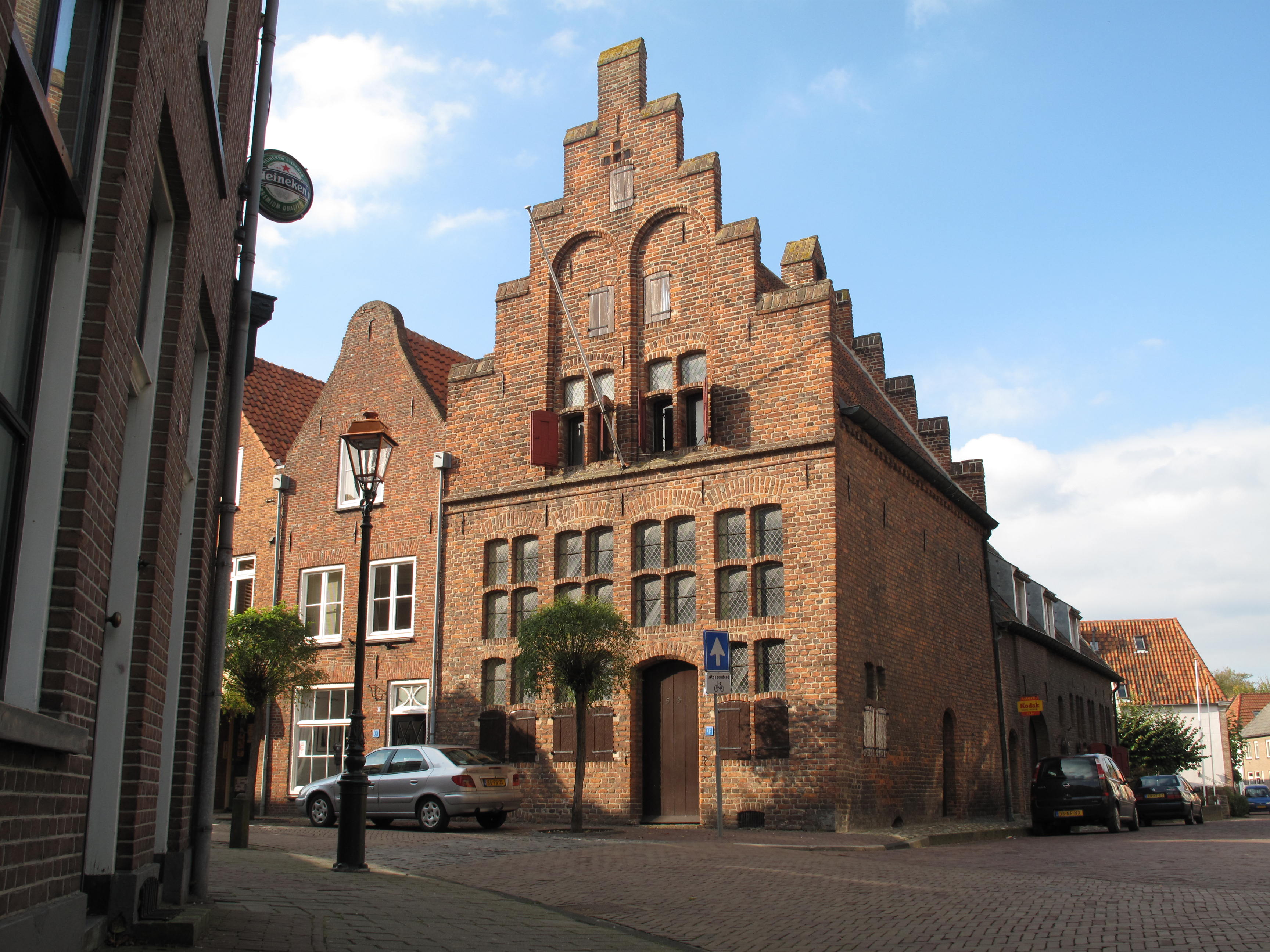
Monumentalbau
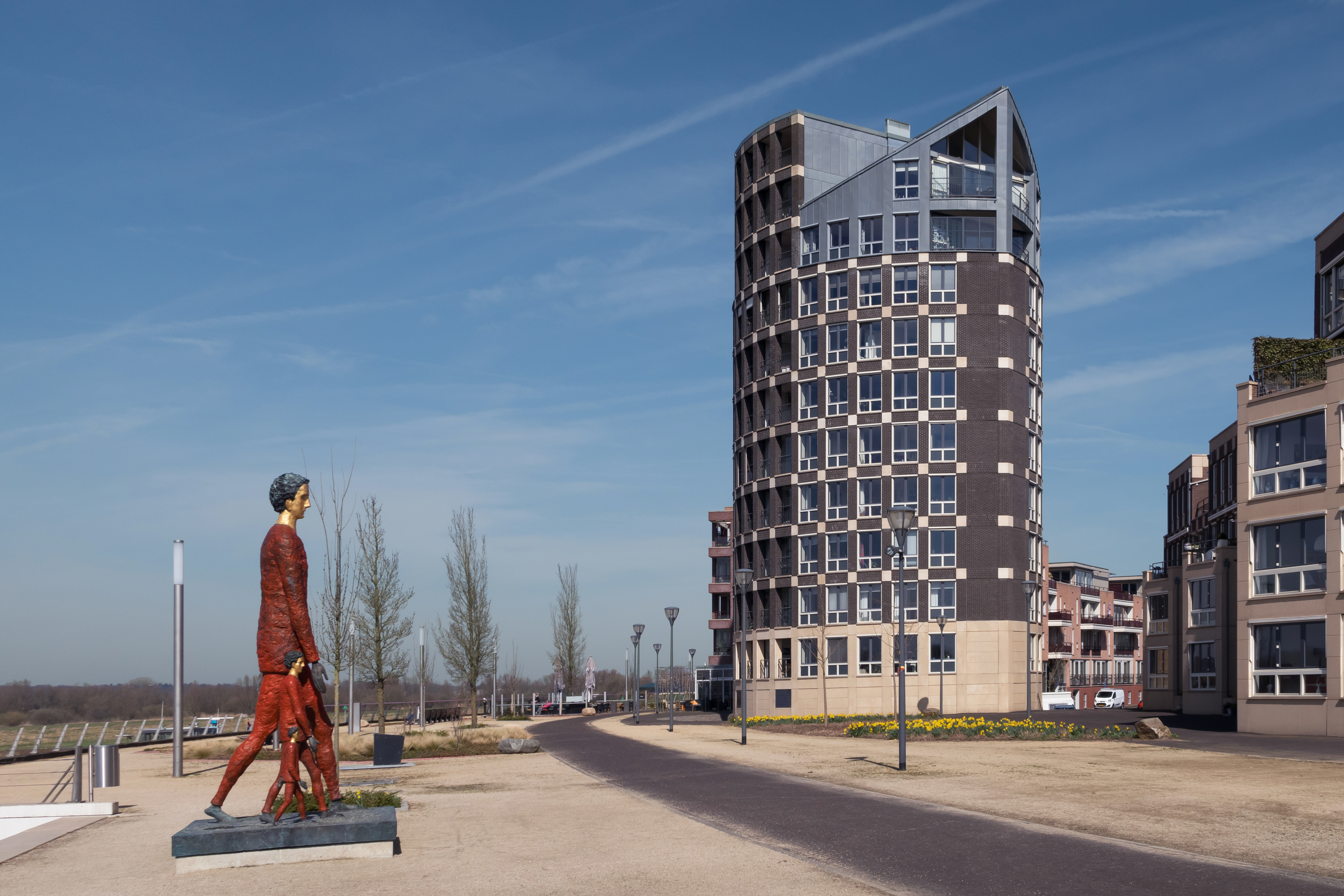
Moderne Architektur
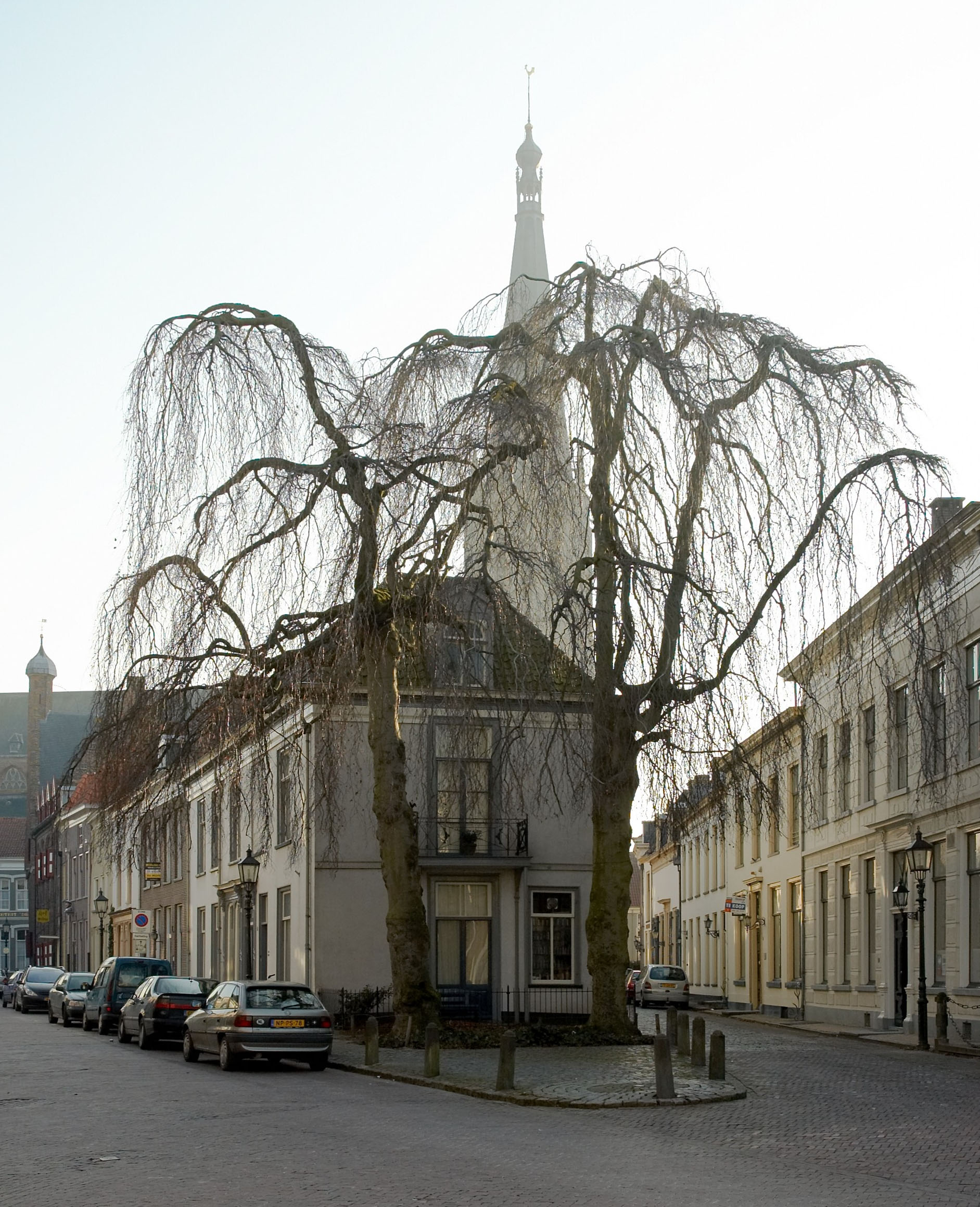
Straße in Doesburg
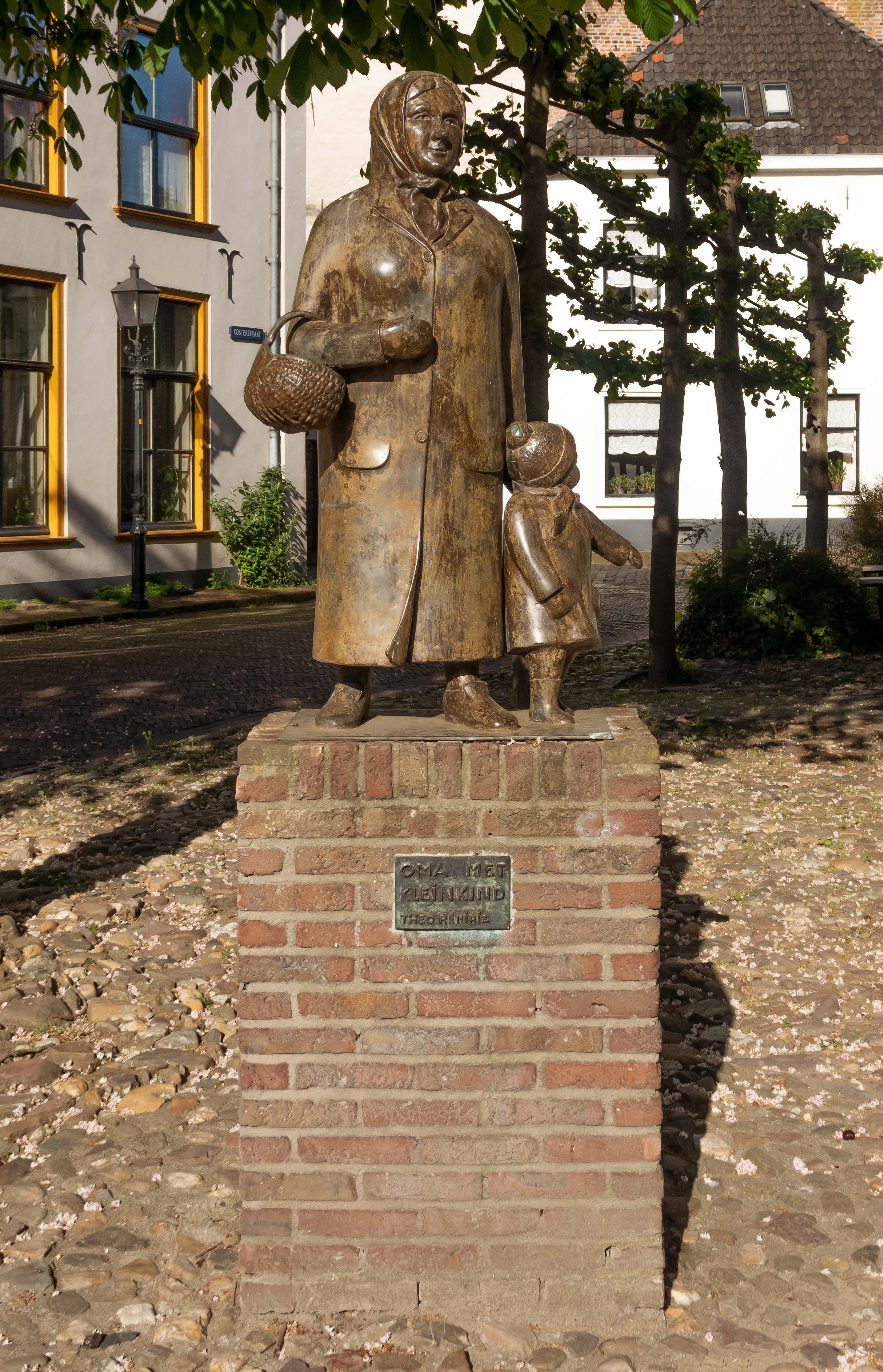
Statue Oma met kleinkind (Oma mit Enkelkind)
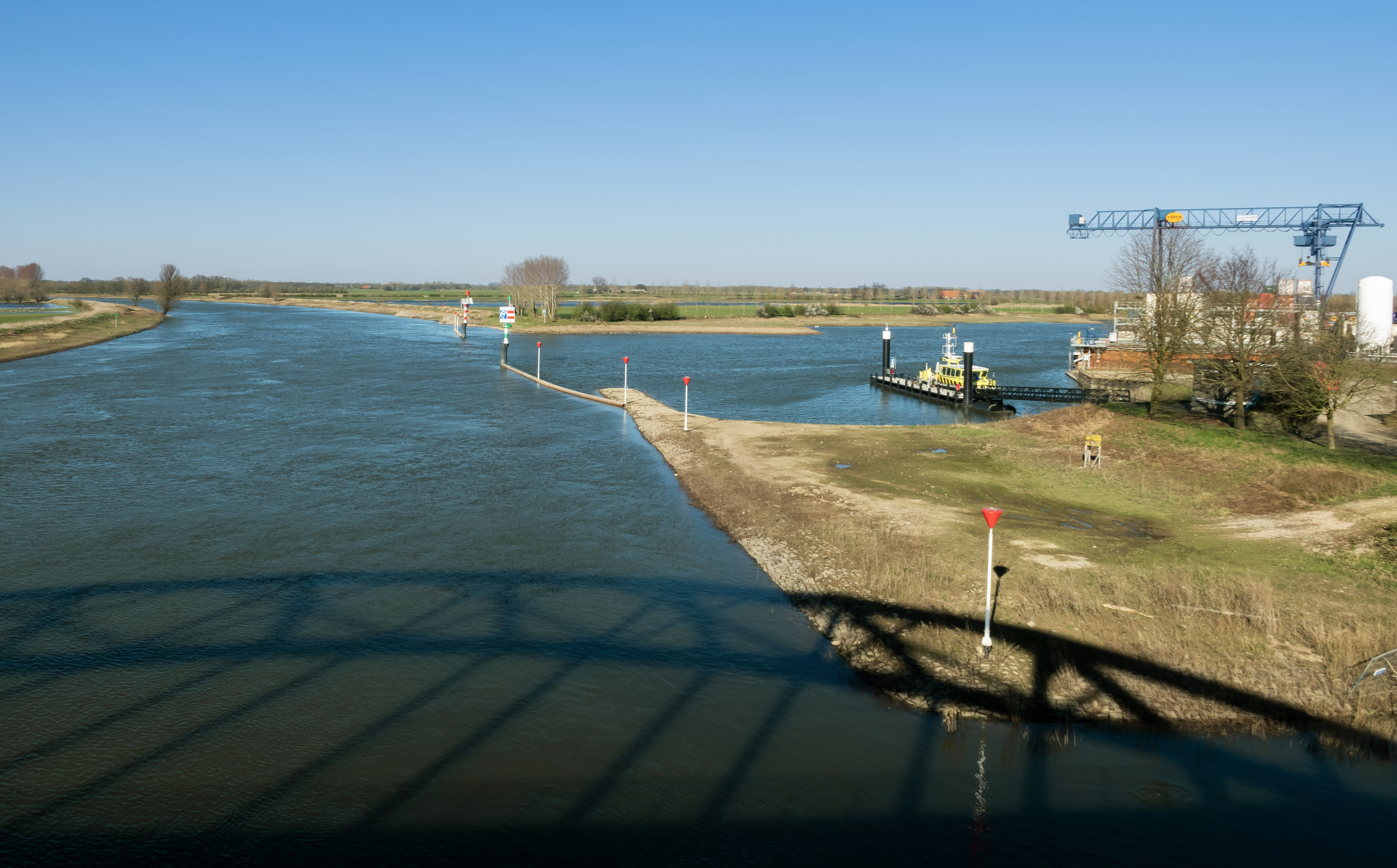
Fluss IJssel von der  Brücke
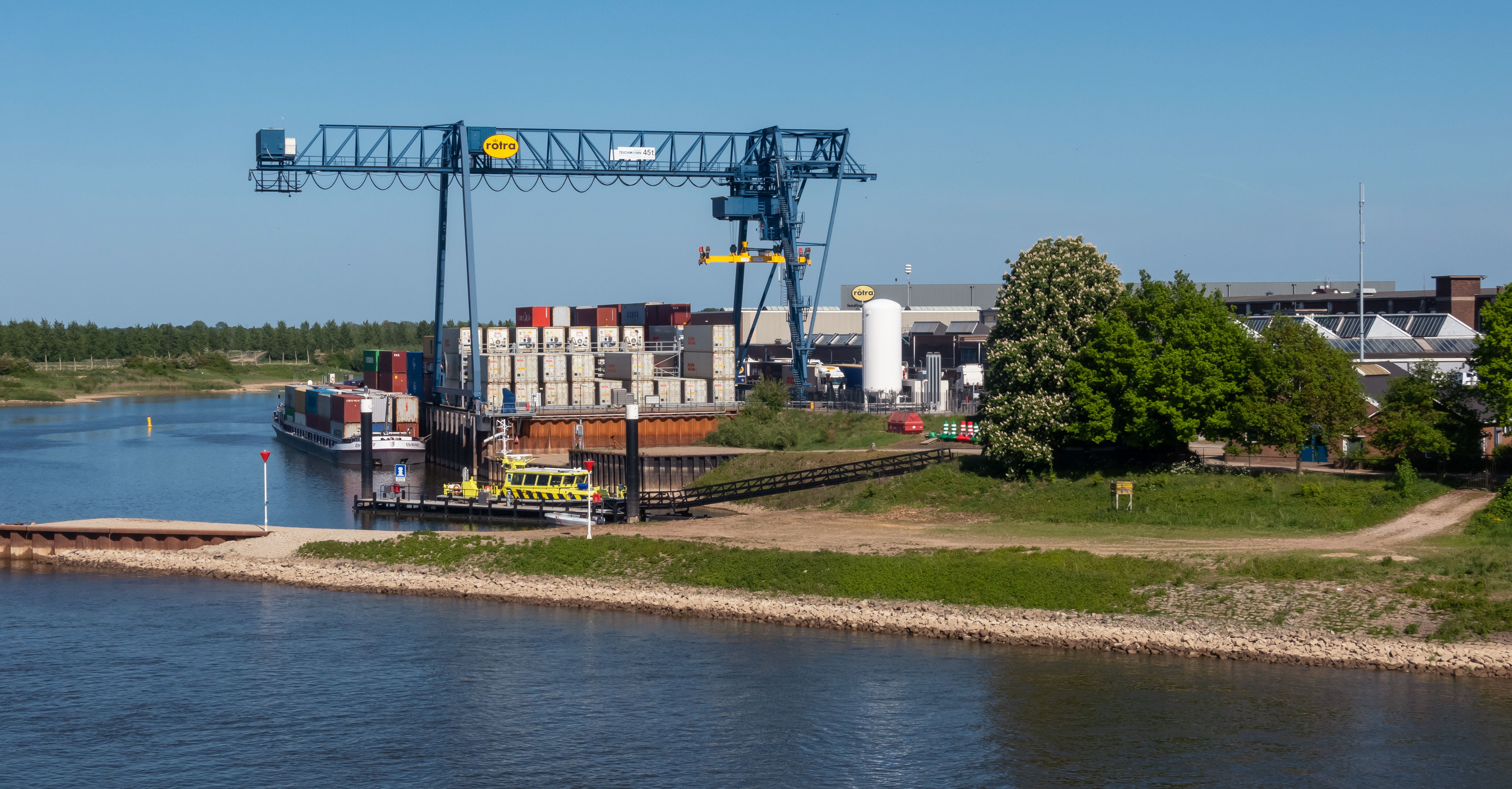
Geschäftsräume von Rotra Forwarding

## Politik

### Sitzverteilung im Gemeinderat
Der Gemeinderat wird seit 1982 folgendermaßen gebildet:
| Partei               | Sitze | Sitze | Sitze | Sitze | Sitze | Sitze | Sitze | Sitze | Sitze | Sitze | Sitze |
| Partei               | 1982  | 1986  | 1990  | 1994  | 1998  | 2002  | 2006  | 2010  | 2014  | 2018  | 2022  |
| -------------------- | ----- | ----- | ----- | ----- | ----- | ----- | ----- | ----- | ----- | ----- | ----- |
| Stadspartij Doesburg | –     | –     | –     | –     | –     | –     | 2     | 3     | 3     | 4     | 5     |
| PvdA                 | 7     | 7     | 5     | 3     | 3     | 3     | 3     | 2     | 2     | 3     | 3     |
| GroenLinks           | –     | –     | –     | –     | –     | –     | –     | 1     | 1     | 3     | 3     |
| SP                   | 0     | 1     | 2     | 4     | 4     | 5     | 6     | 4     | 3     | 2     | 2     |
| D66                  | –     | –     | –     | 2     | 2     | 1     | 1     | 1     | 2     | 2     | 2     |
| VVD                  | 3     | 3     | 3     | 3     | 3     | 3     | 2     | 2     | 2     | 2     | 2     |
| CDA                  | 5     | 4     | 5     | 3     | 3     | 3     | 1     | 2     | 2     | 2     | 1     |
| Lijst Van Elk        | –     | –     | –     | –     | –     | –     | –     | 0     | –     | –     | –     |
| PAD                  | –     | 0     | –     | –     | –     | –     | –     | –     | –     | –     | –     |
| PSP                  | 0     | –     | –     | –     | –     | –     | –     | –     | –     | –     | –     |
| PPR                  | 0     | –     | –     | –     | –     | –     | –     | –     | –     | –     | –     |
| Democraten Doesburg  | 0     | –     | –     | –     | –     | –     | –     | –     | –     | –     | –     |
| RPF                  | 0     | –     | –     | –     | –     | –     | –     | –     | –     | –     | –     |
| Buurtbelangen        | 0     | –     | –     | –     | –     | –     | –     | –     | –     | –     | –     |
| Gesamt               | 15    | 15    | 15    | 15    | 15    | 15    | 15    | 15    | 15    | 15    | 15    |

### Bürgermeister
Seit dem 18. Dezember 2015 ist Loes van der Meijs (VVD) amtierende Bürgermeisterin der Gemeinde. Zu ihrem Kollegium zählen die Beigeordneten Birgit van Veldhuizen-van Oort (Stadspartij Doesburg), Peter Bollen (PvdA/GroenLinks), Ellen Mulder-Metselaar (VVD) sowie der Gemeindesekretär Peter Werkman.

## Bekannte Bürger der Stadt Doesburg
- Jan Hendrik van Kinsbergen (1735–1819), Graf von Doggersbank, niederländischer Admiral
- Johan Coenraad van Hasselt (1797–1823), Arzt und Naturforscher
- Willem Anne Schimmelpenninck van der Oye (1800–1872), Politiker
- Frederik Alexander Adolf Gregory (1814–1891), Vizeadmiral
- Alexander Ver Huell (1822–1897), Zeichner und Schriftsteller
- Jaap Decker (* 1947), Boogie-Woogie-Pianist, Sänger, Mundharmonikaspieler, Akkordeonist und Komponist
- Esther-Mirjam Sent (* 1967), Wirtschaftswissenschaftlerin, Hochschullehrerin und Politikerin
- Raymond Lenting (* 1984), Fußballtorwart